# Nekkraag

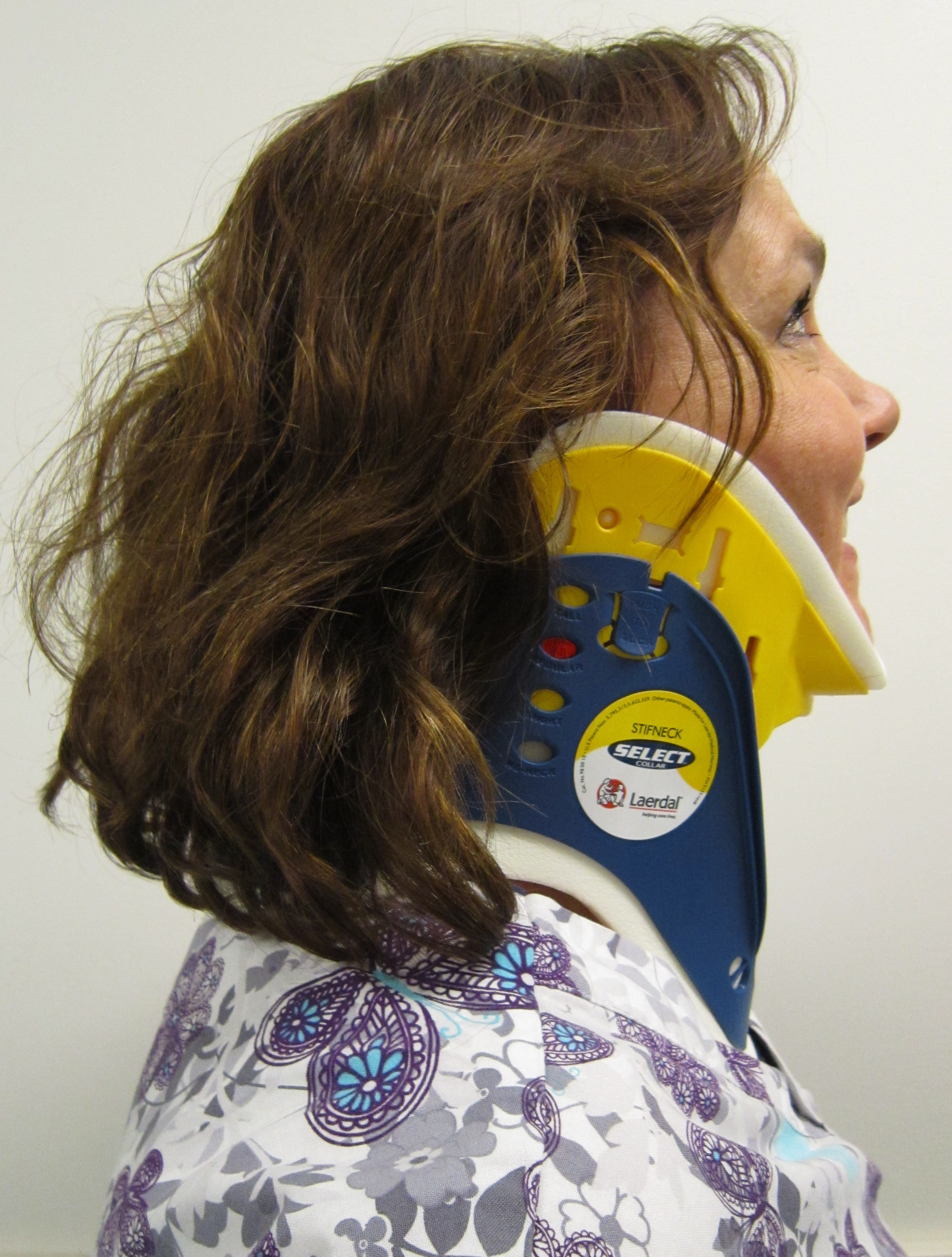
Vrouw met een nekkraag

Een nekkraag, ook wel halskraag of nekbrace genoemd, is een medisch hulpmiddel (orthopedie).
Nekkragen worden onderscheiden in harde en zachte varianten. 

## Harde nekkraag
Een harde nekkraag bestaat uit hard kunststof met een laagje schuimplastic bij de gedeelten die de huid van de persoon raken. De hoge achterkant is verbonden met de voorkant die rust op het borstbeen en de kin ondersteunt. Het sluiten van de nekkraag gebeurt met klittenband. In sommige gevallen bevinden zich aan de voor- en achterkant stelschroeven om de nekkraag op de juiste hoogte per persoon in te kunnen stellen.
Het model van de nekkraag in combinatie met de stevigheid zorgt voor sterke immobilisatie (bewegingsbeperking) van de nek. Dit maakt dat het letsel kan genezen of erger kan worden voorkomen.
Een harde nekkraag wordt onder andere voorgeschreven bij zwaardere letsels (bijvoorbeeld een stabiele nekwervelbreuk)of na een zware operatie aan de nekwervels. Doordat de periode dat de nekkraag gedragen moet worden doorgaans lang is zijn deze nekkragen zo comfortabel mogelijk gemaakt zonder afbreuk te doen aan de functionaliteit. 
Een ander type harde nekkraag wordt gebruikt op de ambulance en bij eerste hulp (zie afbeelding rechts). Qua uiterlijk komt deze overeen met de overige harde nekkragen maar is gericht op het verder voorkomen van (mogelijk) nekletsel waarbij functionaliteit zwaarder weegt dan draagcomfort. De perioden dat deze nekkraag wordt gedragen is dan ook kort, zelden langer dan een dag. 
De nekkraag wordt vaak preventief aangelegd door ambulancepersoneel en is snel en eenvoudig aan te leggen. De hoogte is snel instelbaar en verder is de voorkant open gelaten om indien nodig de ademhaling van de persoon te kunnen controleren.

## Zachte nekkraag
Een zachte nekkraag bestaat uit een laag schuimplastic overtrokken met een laag stof, meestal in "huidkleur" of wit. De laag schuimplastic is voorgevormd aan de omtrek van de nek en de sluiting is doorgaans aan de achterzijde met klittenband.
De immobilisatie is door het gebruikte materiaal minder dan bij de harde nekkraag. 
Deze nekkraag wordt voorgeschreven bij lichtere aandoeningen, zoals een nekverstuiking (whiplash), nekhernia of bij het afbouwen van de harde nekkraag. 
Bij dit laatste wordt gedurende een periode de harde nekkraag steeds vaker geruild voor een zachte nekkraag net zo lang tot de persoon alleen aan de zachte nekkraag voldoende heeft. Vervolgens wordt deze afgebouwd tot de persoon geen nekkraag meer nodig heeft. 
Een zachte nekkraag moet als ondersteuning worden gezien waarbij men het dagelijkse leven weer zo veel mogelijk dient op te pakken. Het is een hulpmiddel dat ervoor zorgt dat de persoon zonder klachten dingen kan ondernemen die anders klachten zouden opleveren, zoals een periode achter computer/televisie, lange autorit (niet zelf achter het stuur!), lange wandeling, een dag winkelen etc. 
Verder kan de zachte nekkraag preventief worden gedragen om klachten te voorkomen die bij bovenstaande voorbeelden zonder het dragen wel zouden opkomen. 
Vanzelfsprekend is het de bedoeling dat ook de zachte nekkraag na verloop van tijd wordt afgebouwd, bijvoorbeeld door de zachte nekkraag dagelijks steeds op een later tijdstip te gaan dragen of het dragen binnenshuis zo veel mogelijk te stoppen en alleen buitenshuis te dragen (niet andersom).
Binnen de medische wereld is men nog steeds niet uitgediscussieerd over het voorschrijven van de zachte nekkraag, men heeft de gulden middenweg nog steeds niet gevonden. Tot rond 2005 werd, onder andere bij de diagnose whiplash, regelmatig een zachte nekkraag voorgeschreven met het advies rust te houden. Hierna is men daarvan afgestapt en is het beleid zo veel mogelijk actief te zijn. Over een zachte nekkraag wordt niet meer gesproken en als dit wel gebeurt beroept men zich op de stelling dat de zachte nekkraag schadelijk zou zijn voor de nekspieren. Dit compleet andere beleid lijkt in veel gevallen te ver door te slaan. Personen die juist wel baat hebben bij een zachte nekkraag krijgen deze nu niet voorgeschreven met als gevolg extra klachten. Onderzoeken hierover zijn inmiddels gestart, de voorlopige resultaten wijzen uit dat het dragen zoals hierboven beschreven bij de zachte nekkraag het beste is, dus: Zo veel mogelijk actief zijn en de 'dagelijkse' dingen doen, waarbij de nekkraag een hulpmiddel is deze activiteiten uit te voeren. Hierdoor wordt ook het verzuim bij arbeid gereduceerd.